# Tim Wallach
Timothy Charles Wallach (né le 14 septembre 1957 à Huntington Park, Californie, États-Unis) est un ancien joueur de troisième but au baseball, ayant évolué dans les Ligues majeures durant 17 saisons, la majorité avec les Expos de Montréal.
Wallach a été sélectionné cinq fois sur l'équipe d'étoiles de la Ligue nationale de baseball.
Longtemps instructeur des Dodgers de Los Angeles, il a ensuite exercé aux Marlins de Miami entre 2016 et 2019.

## Carrière

### Joueur
Tim Wallach fait en 1980 ses débuts chez les Expos de Montréal, avec qui il s'alignera pendant 13 saisons. Il s'impose comme un des meilleurs joueurs du club durant les années 1980.
Il connait sa meilleure saison en 1987, avec une moyenne au bâton de ,298, 26 circuits et 123 points produits, tous des sommets personnels. Il termine 4e au scrutin visant à élire le joueur par excellence de la Ligue nationale.
Ses 123 points produits constituaient un nouveau record à ce chapitre dans la franchise des Expos de Montréal. Cette marque tiendra jusqu'à ce qu'elle soit surpassée par Vladimir Guerrero, qui produisit 131 points pour les Expos en 1999.
Le 13 mai 1990, Wallach amasse 8 points produits contre San Diego pour égaler le record des Expos, rééditant les performances similaires de Chris Speier en 1982 et Andre Dawson en 1985.
Surnommé Eli en référence à l'acteur américain Eli Wallach, Tim Wallach était également un excellent joueur défensif qui a remporté trois Gants dorés à sa position.
Il a complété sa carrière avec 2085 coups sûrs, 260 circuits, 908 points marqués et 1125 points produits en 2212 matchs.

### Entraîneur

#### Dodgers de Los Angeles
En 2004 et 2005, Wallach a été l'entraîneur des frappeurs des Dodgers de Los Angeles, l'équipe avec laquelle il a terminé sa carrière de joueur.
En 2009, il a été nommé gérant des Isotopes d'Albuquerque de la Ligue de la Côte du Pacifique, le club-école des Dodgers au niveau AAA. Il dirige l'équipe deux saisons. La première année, il mène les Isotopes au championnat de leur division avec un record d'équipe de 80 victoires.
En 2011, Wallach devient instructeur au troisième but des Dodgers de Los Angeles.
À l'automne 2012, il est candidat au poste de gérant des Red Sox de Boston mais ceux-ci choisissent plutôt John Farrell. Demeuré chez les Dodgers, il est promu au poste d'instructeur de banc aux côtés du gérant Don Mattingly pour la saison 2014.

#### Marlins de Miami
Il quitte les Dodgers pour rejoindre Mattingly, qui dirige à présent les Marlins de Miami. Wallach est nommé instructeur de banc des Marlins en décembre 2015.

## Vie privée
Tim Wallach est le père de trois enfants qui sont joueurs de baseball :
- Matt, né le 17 février 1986, est un receveur repêché par les Dodgers de Los Angeles en 22e ronde en 2007[9].

- Brett, un lanceur droitier né le 2 décembre 1988, joue en ligue mineure dans l'organisation des Cubs de Chicago. Passé aux Cubs en 2010 dans l'échange du lanceur Ted Lilly[10], il avait été repêché en 3e ronde par les Dodgers en 2009[11].

- Chad, né le 4 novembre 1991, est un lanceur droitier repêché par les Dodgers en 43e ronde, en 2010[12].

## Honneurs
- Gagnant de trois Gants dorés au poste de troisième but dans la Ligue nationale (1985, 1988, 1990).
- Gagnant de deux Bâtons d'argent (1985, 1987).
- A participé au match des étoiles (1984, 1985, 1987, 1989, 1990).
- A effectué le retour de l'année (Comeback player of the year) dans la Ligue nationale en 1994.
- Intronisé au Temple de la renommée du baseball canadien le 21 juin 2014[13].